# パドマ・シュリー勲章
パドマ・シュリー勲章 (Padma Shri/Padma Shree) は、インドにおける勲章の一つで、民間人を顕彰する勲章としては4番目の格式を持つ。この勲章は毎年共和国記念日にインド政府によって授与される。

## 概要
パドマ・シュリー勲章は1954年に制定され、芸術、教育、産業、文学、科学、スポーツ、医学、社会福祉などの分野で多大な貢献を果たした人物を受賞対象としている。インドに何らかの形で貢献した外国人にも授与されている。受賞者の選考に対しては「政治的意思の介入によって受賞に値する人物が除外されている」という批判がある。こうした批判に対して、インド政府は市民向けの推薦サイトを設け、一般から受賞者の推薦を募集している。2017年時点で2,840人が受賞している。

## 受賞拒否者
受賞を拒否した人物にはシタール奏者のヴィラヤット・カーン、学者・作家のマノミ・ライサム・ゴースワーミ、ジャーナリストのカナック・セン・ディーカ、作家のマンヌー・バンダーリー、脚本家のサリーム・カーンなどがいる。一方、環境活動家のサンデルラール・バーフガナ、イギリス・ビリヤードチャンピオンのマイケル・フェレイラなどは受賞を拒否したものの、後により上位の勲章であるパドマ・ブーシャン勲章やパドマ・ヴィブーシャン勲章を受賞している。また作家のパニシュワール・ナート・"レル"、パンジャーブ人作家のダリップ・コウル・ティワーリー、詩人のジャヤンタ・マハパトラのように受賞後に勲章を返上した人物もいる。

## 受賞者一覧
- パドマ・シュリー勲章受章者の一覧 (1954年-1959年)（英語版）
- パドマ・シュリー勲章受章者の一覧 (1960年-1969年)（英語版）
- パドマ・シュリー勲章受章者の一覧 (1970年-1979年)（英語版）
- パドマ・シュリー勲章受章者の一覧 (1980年-1989年)（英語版）
- パドマ・シュリー勲章受章者の一覧 (1990年-1999年)（英語版）
- パドマ・シュリー勲章受章者の一覧 (2000年-2009年)（英語版）
- パドマ・シュリー勲章受章者の一覧 (2010年-2019年)（英語版）